# Andrij Jakymiw
Andrij Andrijowycz Jakymiw, ukr. Андрій Андрійович Якимів (ur. 15 czerwca 1997 w Czerwonogrodzie, w obwodzie lwowskim) – ukraiński piłkarz, grający na pozycji pomocnika.

## Kariera piłkarska

### Kariera klubowa
Wychowanek klubu UFK Lwów, barwy którego bronił w juniorskich mistrzostwach Ukrainy (DJuFL). 3 września 2014 rozpoczął karierę piłkarską w drużynie juniorskiej Karpat Lwów. Latem 2016 przeniósł się do Stali Kamieńskie, a 16 lipca 2017 debiutował w podstawowym składzie klubu, strzelając zwycięskiego gola. W lipcu 2018 zasilił skład Desny Czernihów. 31 lipca 2019 przeszedł do Kaposvári Rákóczi FC.